# Jonathan Kuck
Jonathan Kuck (Urbana, 14 marzo 1990) è un pattinatore di velocità su ghiaccio statunitense.

## Palmarès

### Olimpiadi
- Argento a Vancouver 2010 nell'inseguimento a squadre.

### Mondiali - Completi
- Argento a Heerenveen 2010.

### Mondiali - Distanza singola
- Oro a Inzell 2011 nell'inseguimento a squadre.
- Argento a Heerenveen 2012 nell'inseguimento a squadre.
- Bronzo a Heerenveen 2012 nei 5000 metri.
- Bronzo a Heerenveen 2012 nei 10000 metri.

### Mondiali Juniores
- Argento a Zakopane 2009 nel programma completo.